# Sunseeker
Ne doit pas être confondu avec Sunseeker I ou Solar Flight Sunseeker II.
Sunseeker est un constructeur de yachts de luxe anglais, filiale du conglomérat chinois Dalian Wanda Group. Il produit des yachts allant jusqu'à 47 mètres
Dans le film de James Bond Casino Royale, le banquier Le Chiffre utilise un Sunseeker Predator 108.
En 2013, Dalian Wanda Group acquiert Sunseeker.